# Erica opulenta
Erica opulenta är en ljungväxtart som beskrevs av Wendl. och Johann Friedrich Klotzsch. Erica opulenta ingår i släktet klockljungssläktet, och familjen ljungväxter. Inga underarter finns listade i Catalogue of Life.